# Семёновка (Усть-Лабинский район)
Семёновка (встречается вариант Семёновский) — хутор в Усть-Лабинском районе Краснодарского края России. Входит в состав Александровского сельского поселения.

## География
Хутор расположен на левом берегу Кубани, в 8 км к северу от центра сельского поселения — хутора Александровского. В 3 км юго-западнее хутора Семёновка расположен хутор Новониколаевка.
Улиц на хуторе три: ул. Будённого, ул. Кубанская, ул. Мира.

## Население
| 1867  | 1882 | 1889 | 1894 | 1897 | 1916  | 1919  |
| ----- | ---- | ---- | ---- | ---- | ----- | ----- |
| 466   | ↗873 | ↘724 | ↗849 | ↗983 | ↗1737 | ↗2258 |
| 1926  | 2002 | 2010 |      |      |       |       |
| ↘1776 | ↘277 | ↘170 |      |      |       |       |